# Thiago Arancam
Thiago Arancam (San Paolo, 6 febbraio 1982) è un tenore brasiliano di origine italiana.

## Biografia e carriera
Inizia i suoi studi musicali a San Paolo nel 1998 presso la "Scuola Comunale di Musica", e poi presso l'Università di Musica "Antônio Carlos Gomes", dove si laurea in "Canto Erudito" nel 2003. 
Partecipa al V Concorso internazionale di canto Bidu Sayão nel 2004, vincendo il Premio Rivelazione e una borsa di studio della fondazione VITAE che gli permette di dedicarsi completamente allo studio del canto.
Subito dopo viene invitato a frequentare il Corso di Perfezionamento per cantanti lirici presso l'Accademia del Teatro alla Scala di Milano diretta da Leyla Gencer, diventando il primo brasiliano ad accedervi e dove incontra, come insegnante di tecnica vocale, Vincenzo Manno.
Arancam debutta in concerto lirico al Teatro alla Scala il 27 febbraio 2005. Da allora partecipa ad alcune produzioni d'opera per il teatro milanese in ruoli di fianco: Ariadne auf Naxos (un ufficiale) e Salomè (secondo nazareno) di Richard Strauss, Lady Macbeth del Distretto di Mcensk di Dmitrij Dmitrievič Šostakovič (primo capomastro).
Nel 2007 canta in una tournée con l'Orchestra Sinfonica del Friuli-Venezia Giulia, dal tema Zarzuela e canzoni classiche spagnole, e il 27 giugno dello stesso anno si diploma in Canto Lirico presso l'Accademia del Teatro alla Scala.
In dicembre debutta nel ruolo di Roberto nelle Villi di Puccini, che interpreta al Teatro Coccia di Novara e al Teatro Sociale di Mantova.
Nel 2008 partecipa ad una tournée di concerti negli Emirati Arabi Uniti con l'orchestra dell'Accademia del Teatro alla Scala e canta a Brasilia in due concerti, con l'Orchestra Sinfonica di Brasilia diretto da Silvio Barbato.
Partecipa alla competizione internazionale Operalia 2008 (edizione svolta in Quebec), dove la giuria presieduta da Plácido Domingo, gli assegna il Primo Premio Zarzuela "Don Plácido Domingo", il Premio Audience del pubblico in sala e il Secondo Premio Opera.
Scelto da Plácido Domingo, l'8 novembre 2008 ha debuttato al Washington National Opera come Don José nella Carmen di Georges Bizet, al fianco del mezzosoprano Denyce Graves, con la direzione di Julius Rudel.
Nel 2009 si è esibito nel ruolo di Cavaradossi nella Tosca che è andata in scena dal 1º gennaio all'Oper Frankfurt; ha poi interpretato il Conte Maurizio nell'Adriana Lecouvreur al Teatro Regio di Torino, Radamès nell'Aida al festival Soirées Lyriques de Sanxay, e ha ripreso il ruolo di Don Josè (Carmen) in due concerti in Malaysia, concludendo la stagione con Madama Butterfly a Valencia, sotto la bacchetta di Lorin Maazel.
Il 2010 è iniziato col debutto in Nabucco nel ruolo di Ismaele al Teatro Massimo di Palermo e in Cavalleria rusticana, nel ruolo di Turiddu, al Teatro Mikhailovsky di San Pietroburgo, mentre il 2011 lo vede approdare al prestigioso Bolshoi ancora con la Carmen, al Deutsche Oper Berlin e dopo le prime esibizioni ad inizio carriera di nuovo in Italia alle Terme di Caracalla e poi nel natio Brasile a Rio de Janeiro, sempre con la Tosca.
Nel 2012 aggiunge al suo repertorio Des Grieux in Manon Lescaut debuttando con l'Opera Company of Philadelphia e porta il suo Cavaradossi per la prima volta al teatro dell'Opera reale svedese di Stoccolma.
Nel 2018 interpreta il Fantasma dell'Opera nel musical di Andrew Lloyd Webber The Phantom of the Opera in scena in Brasile

## Discografia

### Album dal vivo
- 2004: Arias (TBA Records)
- 2014: Il Mondo (Dudu Borges Promoções Artísticas Ltda ME con licenza esclusiva Sony Music Entertainment Brasil Ltda.)
- 2017: Bela Primavera (Independente)
- 2018: This Is Thiago Arancam (Independente)

## Riconoscimenti
- "Prêmio Revelação" V Concorso internazionale di canto Bidu Sayão 2004.[3]
- "Premio Alto Adige – Talento Emergente della Lirica 2007/2008", messo in palio dagli Amici della Lirica dell'Associazione L'Obiettivo di Bolzano, nel corso della rassegna sull'Operetta "La musa leggera".
- "Operalia 2008" - Primo Premio Zarzuela "Don Plácido Domingo", Premio Audience del pubblico, e il Secondo Premio Opera.